# Elizabeth, Louisiana
Elizabeth är en kommun (town) i Allen Parish i Louisiana. Vid 2010 års folkräkning hade Elizabeth 532 invånare.